# Eukoenenia margaretae
Eukoenenia margaretae är en spindeldjursart som beskrevs av Orghidan, Georgesco och Sârbu 1982. Eukoenenia margaretae ingår i släktet Eukoenenia och familjen Eukoeneniidae. Inga underarter finns listade i Catalogue of Life.